# Lirstal
Lirstal is een plaats in de Duitse deelstaat Rijnland-Palts, en maakt deel uit van de Landkreis Vulkaneifel.
Lirstal telt 211 inwoners.

## Bestuur
De plaats is een Ortsgemeinde en maakt deel uit van de Verbandsgemeinde Kelberg.

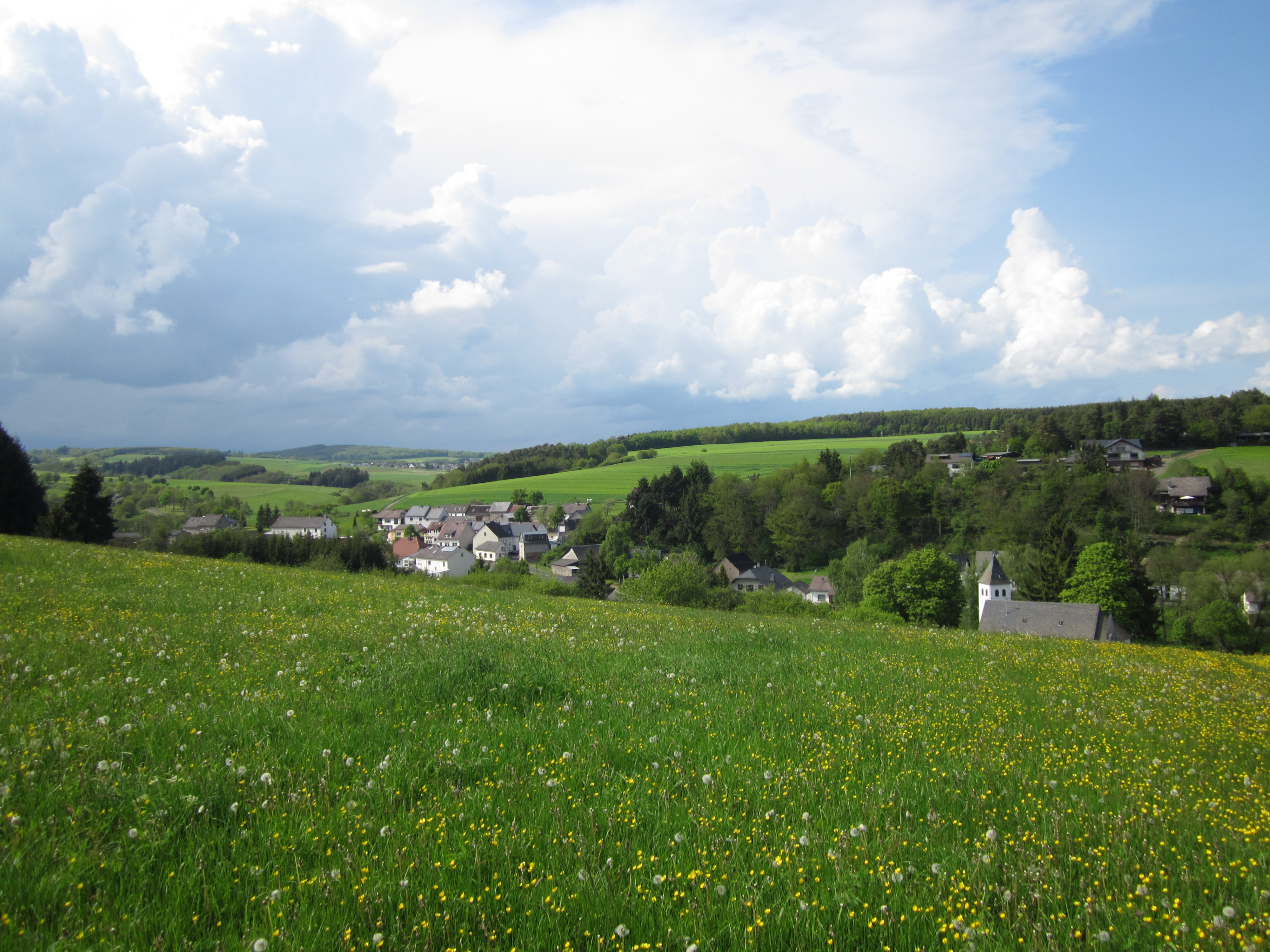
Het dorpje Lirstal
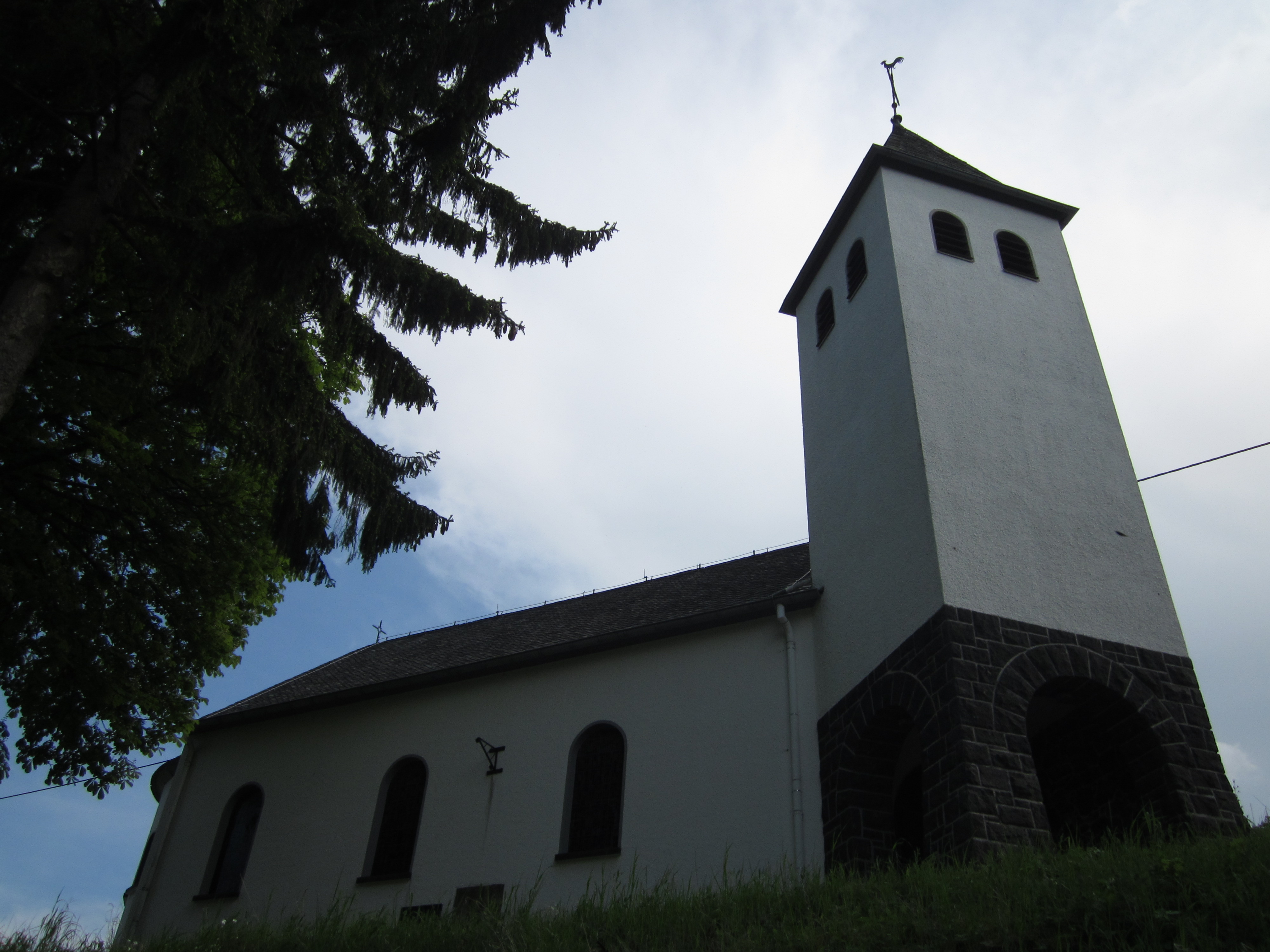
Kerk van Unserer lieben Frau Fatima
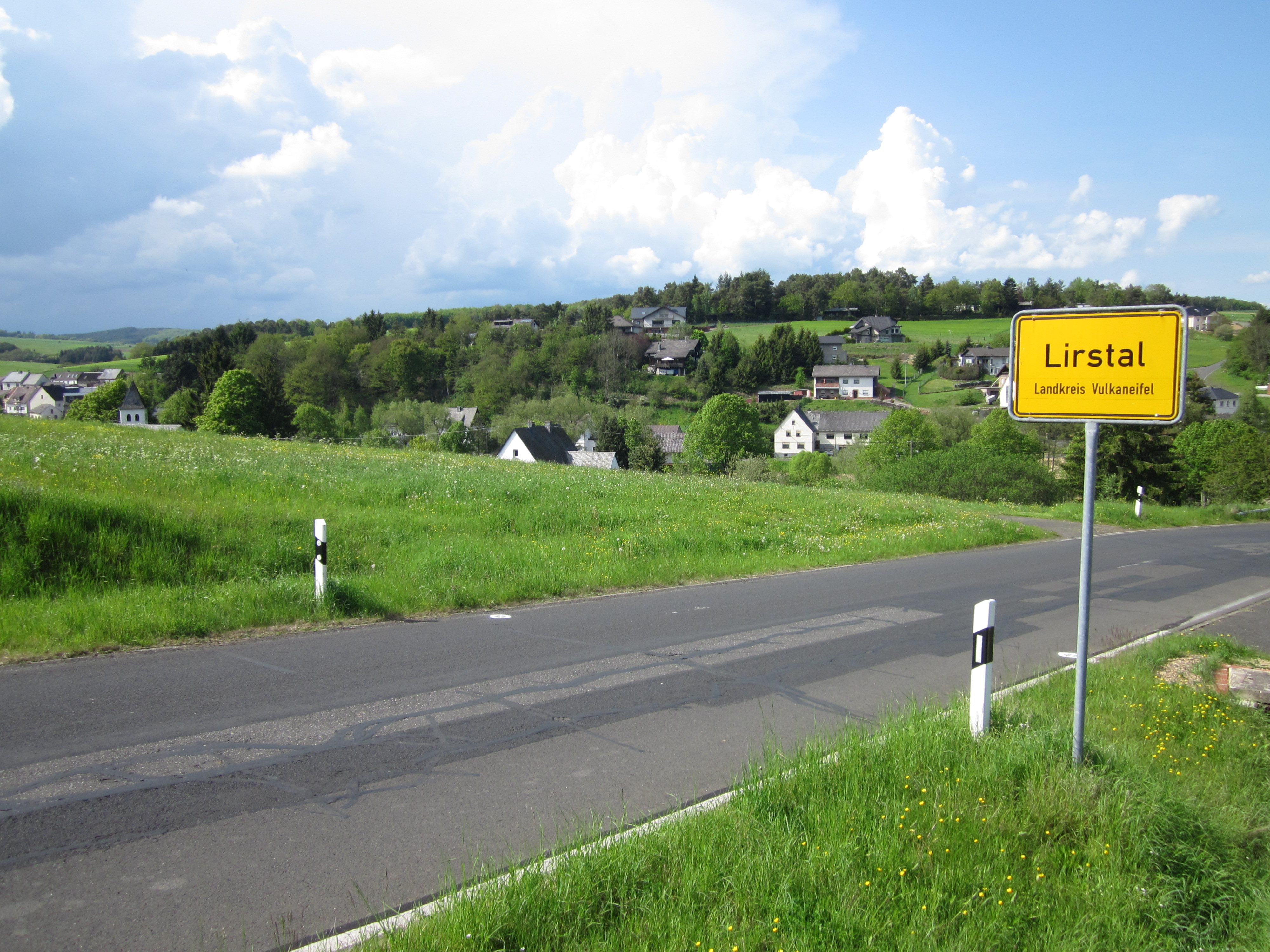
Entree

Arbach ·
Basberg ·
Beinhausen ·
Bereborn ·
Berenbach ·
Berlingen ·
Berndorf ·
Betteldorf ·
Birgel ·
Birresborn ·
Bleckhausen ·
Bodenbach ·
Bongard ·
Borler ·
Boxberg ·
Brockscheid ·
Brücktal ·
Darscheid ·
Daun ·
Demerath ·
Densborn ·
Deudesfeld ·
Dockweiler ·
Dohm-Lammersdorf ·
Drees ·
Dreis-Brück ·
Duppach ·
Ellscheid ·
Esch ·
Feusdorf ·
Gefell ·
Gelenberg ·
Gerolstein ·
Gillenfeld ·
Gönnersdorf ·
Gunderath ·
Hallschlag ·
Hillesheim ·
Hinterweiler ·
Höchstberg ·
Hohenfels-Essingen ·
Horperath ·
Hörscheid ·
Hörschhausen ·
Immerath ·
Jünkerath ·
Kalenborn-Scheuern ·
Kaperich ·
Katzwinkel ·
Kelberg ·
Kerpen (Eifel) ·
Kerschenbach ·
Kirchweiler ·
Kirsbach ·
Kolverath ·
Kopp ·
Kötterichen ·
Kradenbach ·
Lirstal ·
Lissendorf ·
Mannebach ·
Mehren ·
Meisburg ·
Mosbruch ·
Mückeln ·
Mürlenbach ·
Neichen ·
Nerdlen ·
Neroth ·
Niederstadtfeld ·
Nitz ·
Nohn ·
Oberbettingen ·
Oberehe-Stroheich ·
Oberelz ·
Oberstadtfeld ·
Ormont ·
Pelm ·
Reimerath ·
Retterath ·
Reuth ·
Rockeskyll ·
Salm ·
Sarmersbach ·
Sassen ·
Saxler ·
Schalkenmehren ·
Scheid ·
Schönbach ·
Schüller ·
Schutz ·
Stadtkyll ·
Steffeln ·
Steineberg ·
Steiningen ·
Strohn ·
Strotzbüsch ·
Üdersdorf ·
Udler ·
Uersfeld ·
Ueß ·
Utzerath ·
Üxheim ·
Wallenborn ·
Walsdorf ·
Weidenbach ·
Welcherath ·
Wiesbaum ·
Winkel (Eifel)